# San Possidonio
San Possidonio é uma comuna italiana da região da Emília-Romanha, província de Modena, com cerca de 3.495 habitantes. Estende-se por uma área de 17 km², tendo uma densidade populacional de 206 hab/km². Faz fronteira com Cavezzo, Concordia sulla Secchia, Mirandola, Novi di Modena.

## Demografia
| Variação demográfica do município entre 1861 e 2011                               |
|                                                                                   |
| Fonte: Istituto Nazionale di Statistica (ISTAT) - Elaboração gráfica da Wikipedia |

## Cidades-irmãs
- Vinay, França (2013)